# Championnat National 2011-2012
L'edizione 2011-2012 del Championnat National è stato il 14º campionato di calcio francese di terza divisione nel formato attuale.

## Squadre partecipanti
| Club                 | Città               | Stadio                      |
| -------------------- | ------------------- | --------------------------- |
| Aviron Bayonnais     | Bayonne             | Stade Didier Deschamps      |
| Beauvais             | Beauvais            | Stade Pierre Brisson        |
| Besançon             | Besançon            | Stadio Léo Lagrange         |
| Cherbourg            | Cherbourg-Octeville | Stade Maurice Postaire      |
| Colmar               | Colmar              | Colmar Stadium              |
| Créteil-Lusitanos    | Créteil             | Stade Dominique Dovauchelle |
| Épinal               | Épinal              | Stade de la Colombière      |
| Fréjus St-Raphaël    | Fréjus              | Stade Pourcin               |
| Gazélec Ajaccio      | Ajaccio             | Stade Ange Casanova         |
| SJA Le Poiré-sur-Vie | Le Poiré-sur-Vie    | Stade de l'Idonnière        |
| Luzenac              | Luzenac             | Stade Paul Fédou            |
| Martigues            | Martigues           | Stadio Francis Turcan       |
| Nîmes                | Nîmes               | Stade des Costières         |
| Niort                | Niort               | Stade René Gaillard         |
| Orléans              | Orléans             | Stade de la Source          |
| Paris FC             | Parigi              | Stade Sébastien Charléty    |
| Quevilly-Rouen       | Le Petit-Quevilly   | Stade Lozai                 |
| Red Star             | Saint-Ouen          | Stade Bauer                 |
| Rouen                | Rouen               | Stade Robert Diochon        |
| Vannes               | Vannes              | Stade de la Rabine          |

## Classifica
|  |     | Classifica 2011-2012 | Pti | G  | V  | N  | P  | GF | GS | DR  |
|  | --- | -------------------- | --- | -- | -- | -- | -- | -- | -- | --- |
|  | 1.  | Nîmes                | 68  | 38 | 18 | 14 | 6  | 65 | 38 | +27 |
|  | 2.  | Niort                | 67  | 38 | 19 | 10 | 9  | 61 | 33 | +28 |
|  | 3.  | Gazélec Ajaccio      | 66  | 38 | 20 | 8  | 10 | 57 | 32 | +25 |
|  | 4.  | Vannes               | 62  | 38 | 16 | 14 | 8  | 55 | 38 | +17 |
|  | 5.  | Épinal               | 62  | 38 | 17 | 11 | 10 | 61 | 47 | +14 |
|  | 6.  | Rouen                | 60  | 38 | 17 | 9  | 12 | 48 | 46 | +2  |
|  | 7.  | Orléans              | 56  | 38 | 15 | 11 | 12 | 41 | 41 | 0   |
|  | 8.  | Colmar               | 55  | 38 | 15 | 10 | 13 | 54 | 44 | +10 |
|  | 9.  | Fréjus St-Raphaël    | 51  | 38 | 15 | 6  | 17 | 50 | 58 | -8  |
|  | 10. | Créteil-Lusitanos    | 50  | 38 | 13 | 11 | 14 | 51 | 50 | +1  |
|  | 11. | Red Star             | 50  | 38 | 15 | 5  | 18 | 44 | 52 | -8  |
|  | 12. | SJA Le Poiré-sur-Vie | 49  | 38 | 14 | 7  | 17 | 41 | 46 | -5  |
|  | 13. | Quevilly-Rouen       | 47  | 38 | 12 | 11 | 15 | 47 | 56 | -9  |
|  | 14. | Cherbourg            | 46  | 38 | 11 | 13 | 14 | 56 | 57 | -1  |
|  | 15. | Luzenac              | 45  | 38 | 11 | 12 | 15 | 47 | 56 | -9  |
|  | 16. | Paris FC             | 44  | 38 | 12 | 8  | 18 | 39 | 48 | -9  |
|  | 17. | Beauvais             | 42  | 38 | 12 | 8  | 18 | 39 | 43 | -4  |
|  | 18. | Martigues            | 39  | 38 | 9  | 12 | 17 | 43 | 69 | -26 |
|  | 19. | Besançon             | 35  | 38 | 9  | 11 | 18 | 42 | 64 | -22 |
|  | 20. | Aviron Bayonnais     | 34  | 38 | 7  | 13 | 18 | 38 | 60 | -22 |

### Verdetti
- Nîmes,  Niort e  Gazélec Ajaccio  promosse in Ligue 2 2012-2013.
- Beauvais,  Martigues,  Besançon e  Aviron Bayonnais retrocesse in Championnat de France amateur 2012-2013.

## Statistiche e record

### Classifica marcatori
Aggiornata al 6 luglio 2012
| Gol |  |  | Giocatore          | Squadra           |
| --- |  |  | ------------------ | ----------------- |
| 17  |  |  | Seydou Koné        | Nîmes             |
| 14  |  |  | Nicolas Belvito    | Cherbourg         |
| 14  |  |  | Abdellah Asbabou   | Épinal            |
| 14  |  |  | Geoffrey Malfleury | Red Star          |
| 13  |  |  | Nicolas Verdier    | Gazélec Ajaccio   |
| 13  |  |  | Jean-Michel Lesage | Créteil-Lusitanos |

### Record
Aggiornati all'11 luglio 2012
- Maggior numero di vittorie:  Gazélec Ajaccio (20)
- Minor numero di sconfitte:  Nîmes (6)
- Migliore attacco:  Nîmes (65 gol fatti)
- Miglior difesa:  Gazélec Ajaccio (32 gol subiti)
- Miglior differenza reti:  Niort (+28)
- Maggior numero di pareggi:  Nîmes e  Vannes (16)
- Minor numero di pareggi:  Red Star (5)
- Minor numero di vittorie:  Aviron Bayonnais (4)
- Maggior numero di sconfitte:  Red Star,  Paris FC,  Beauvais,  Besançon e  Aviron Bayonnais (18)
- Peggiore attacco:  Aviron Bayonnais (38 gol fatti)
- Peggior difesa:  Martigues (69 gol subiti)
- Peggior differenza reti:  Martigues (-26)
- Totale dei gol segnati: 977